# Chrysoporthella
Chrysoporthella — рід грибів. Назва вперше опублікована 2004 року.

## Класифікація
До роду Chrysoporthella відносять 1 вид:
- Chrysoporthella hodgesiana